# Chharchha
Chharchha é uma vila no distrito de Koriya, no estado indiano de Chhattisgarh.

## Demografia
Segundo o censo de 2001, Chharchha tinha uma população de 15 352 habitantes. Os indivíduos do sexo masculino constituem 54% da população e os do sexo feminino 46%. Chharchha tem uma taxa de literacia de 69%, superior à média nacional de 59,5%; a literacia no sexo masculino é de 77% e no sexo feminino é de 59%. 13% da população está abaixo dos 6 anos de idade.